# رنفه اوپرادورا
رنفه اوپرادورا (اسپانیایی: Renfe Operadora‎) یک شرکت راه‌آهن دولتی در کشور اسپانیا است.
این شرکت که در سال ۱۹۴۱ تأسیس شده مدیریت در حدود ۱۲۰۰۰ کیلومتر راه‌آهن ملی اسپانیا که ۷۰۰۰ کیلومتر آن برقی می‌باشد را بر عهده دارد.

## نگارخانه

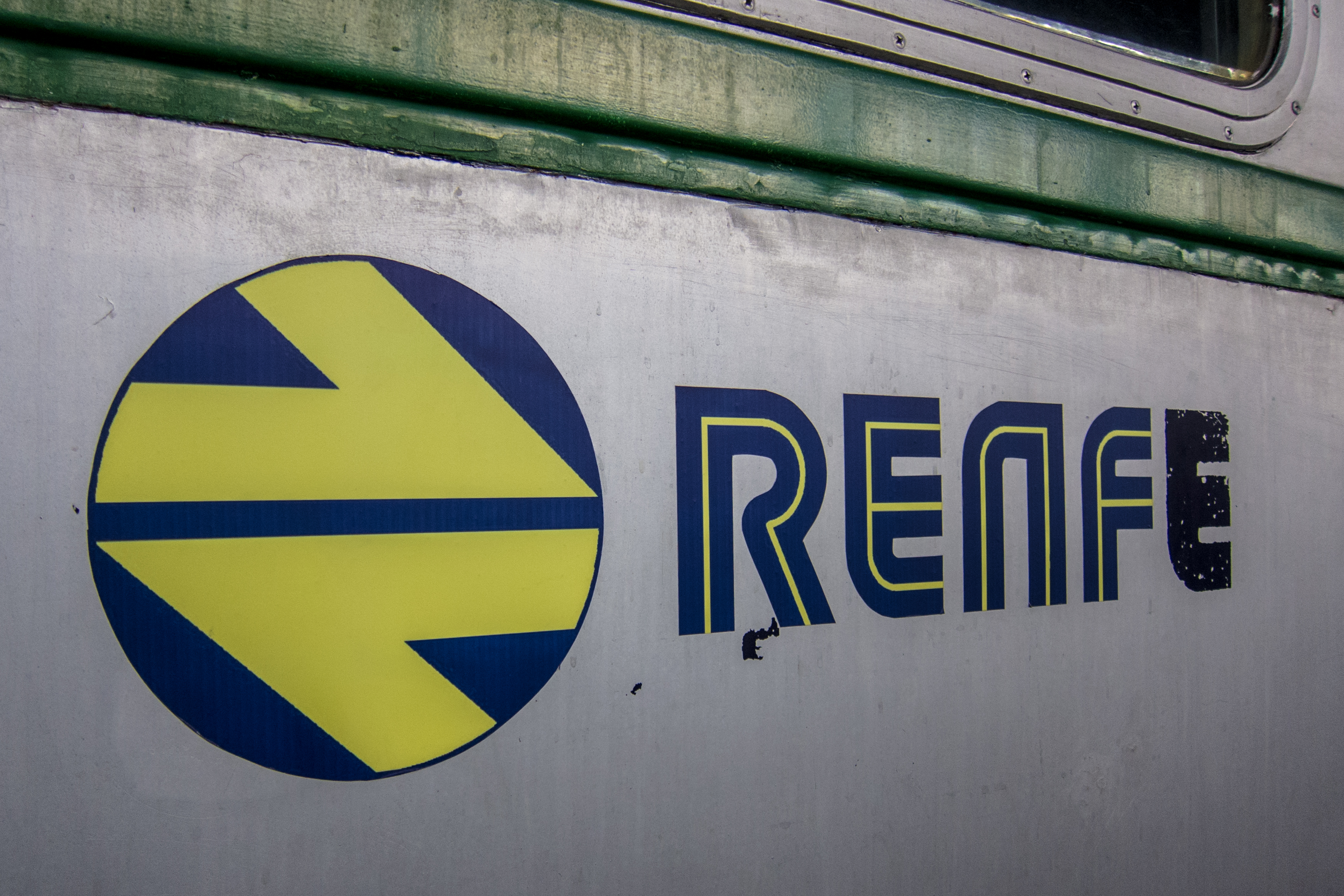
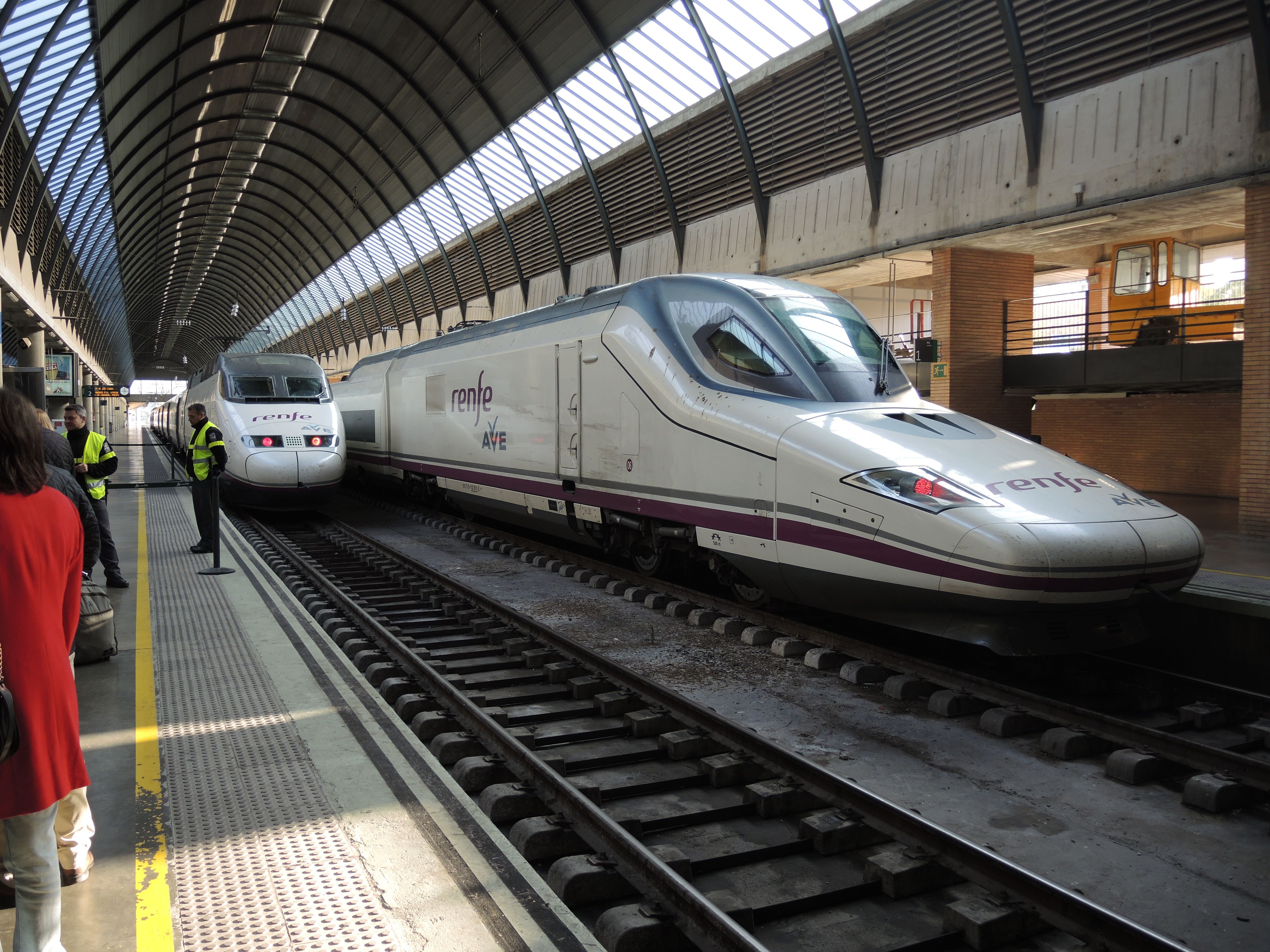
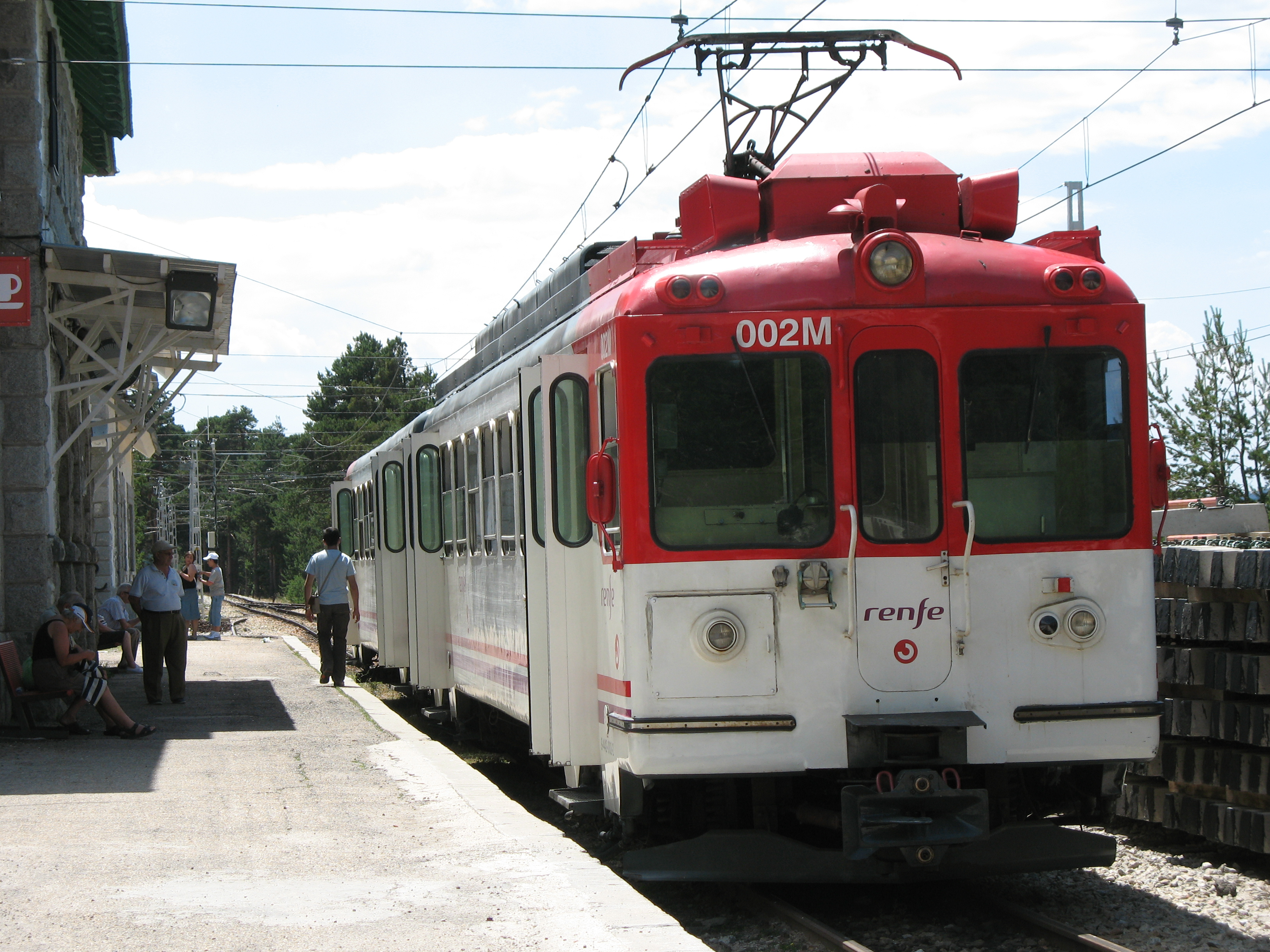
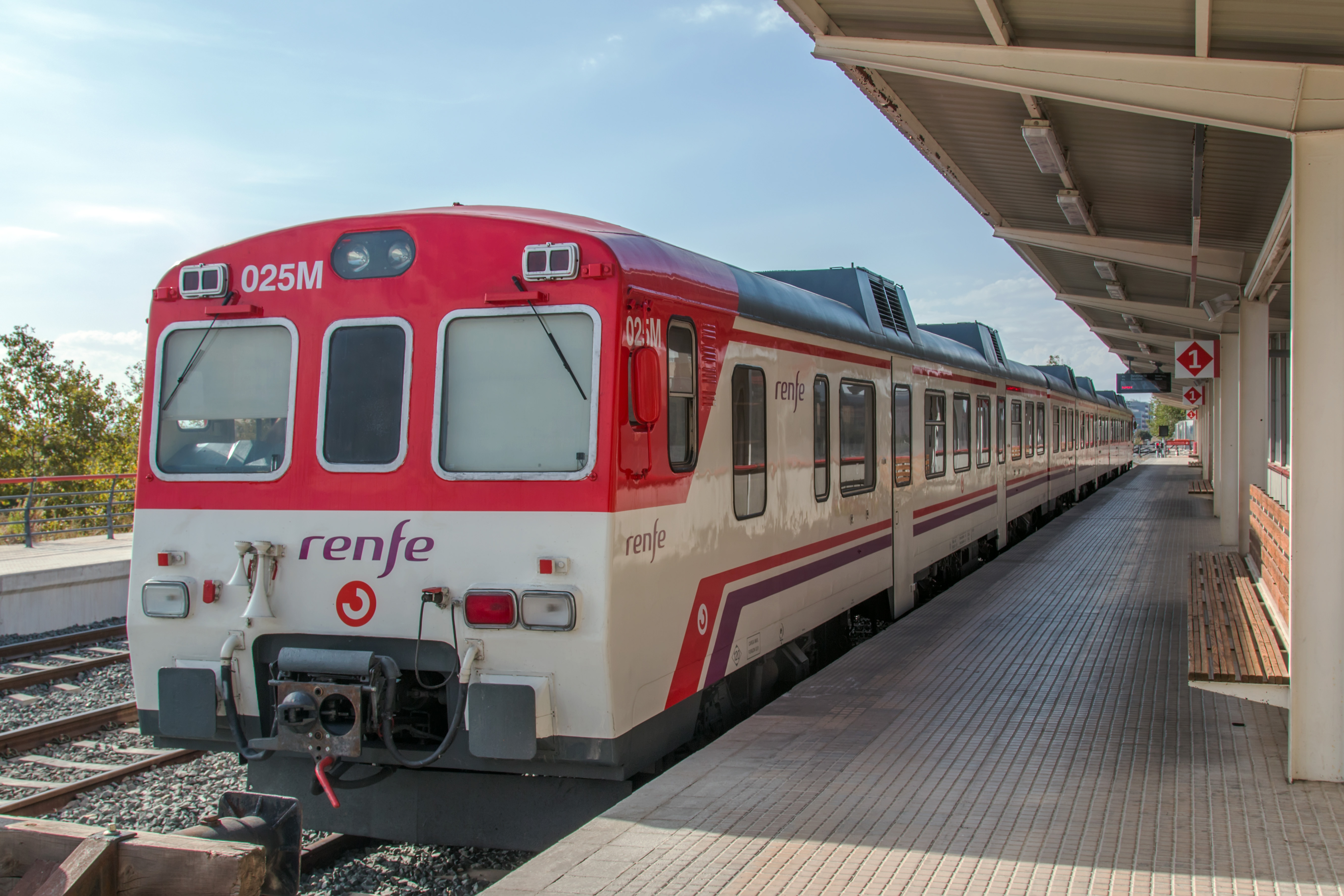
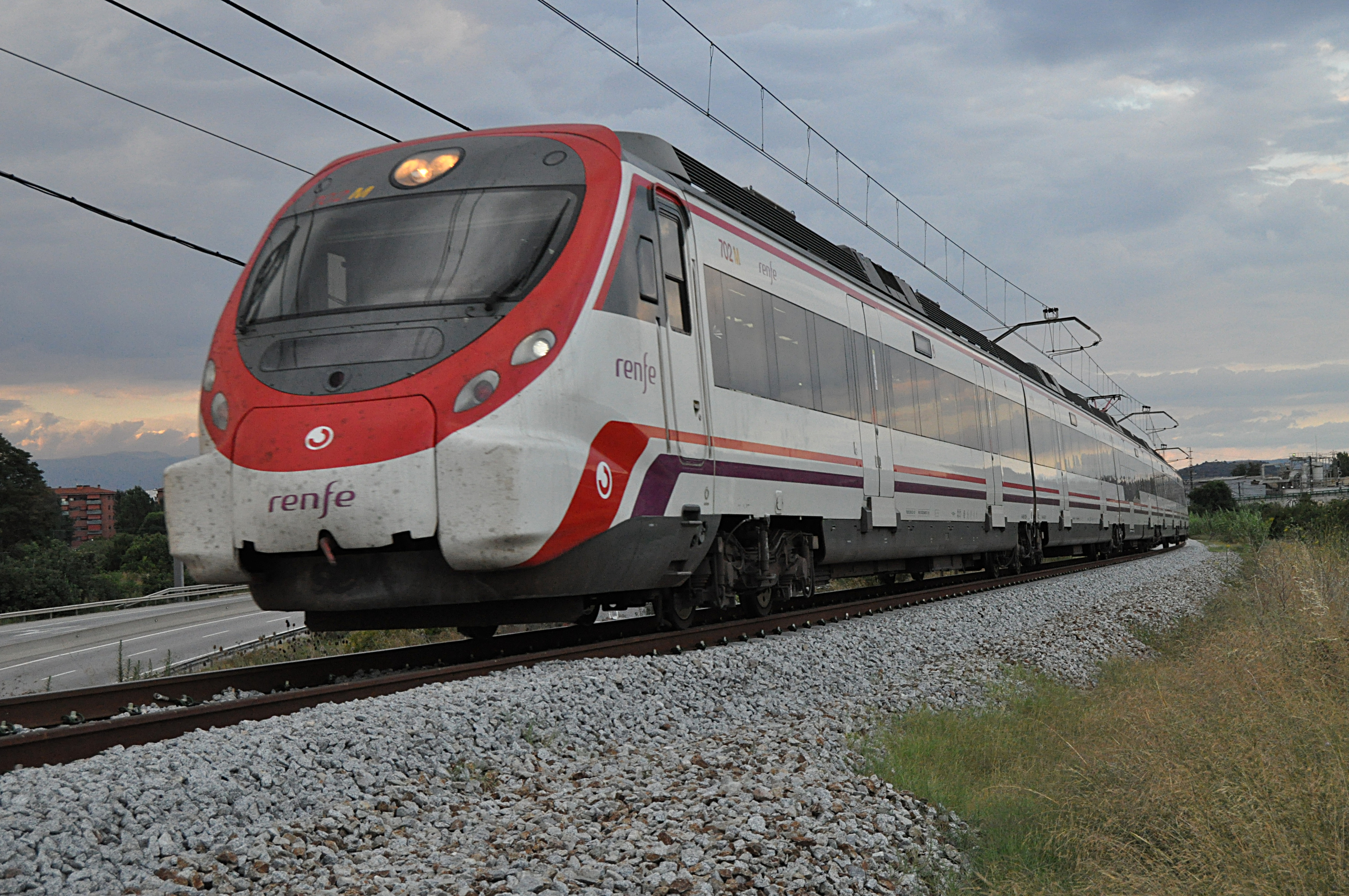
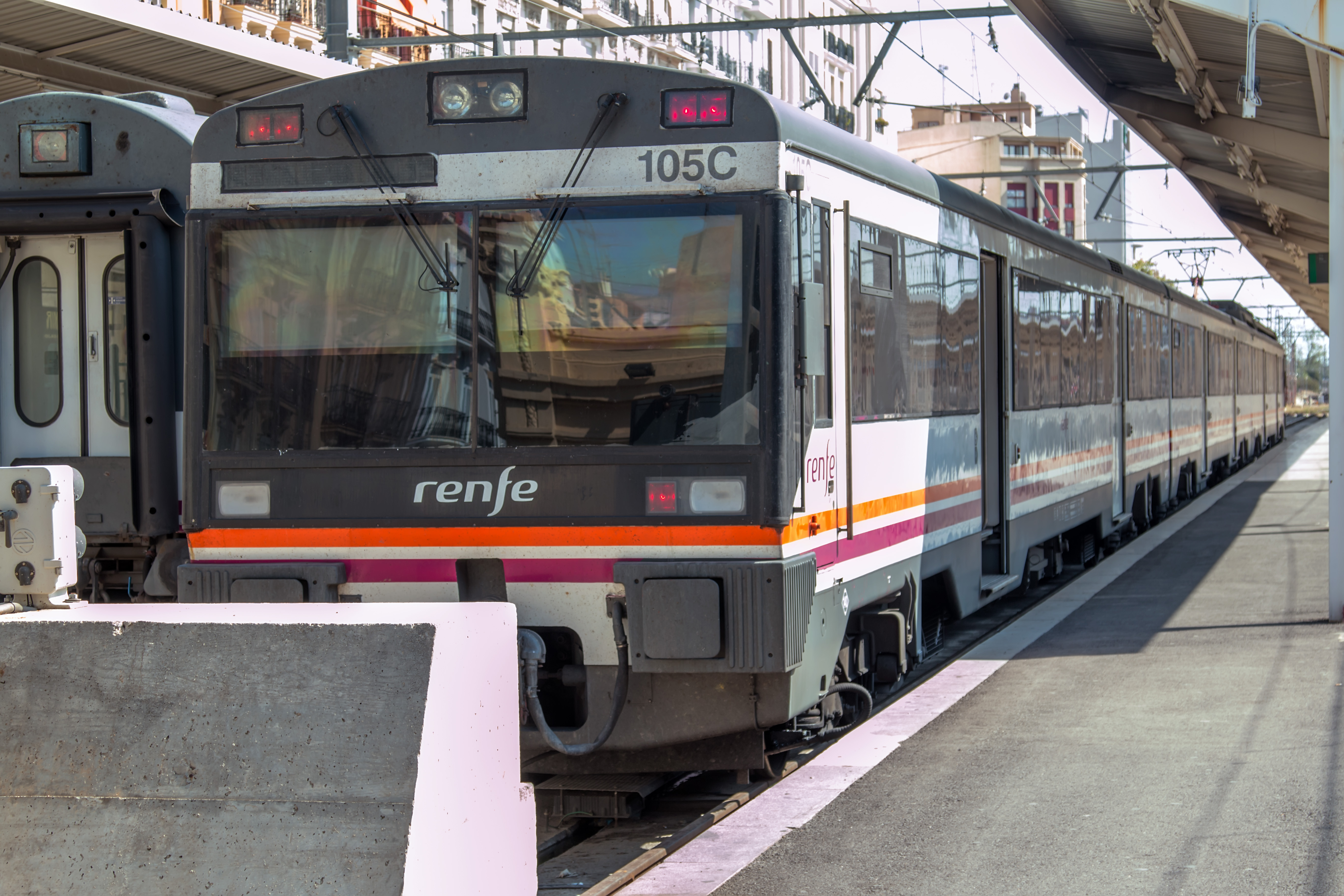
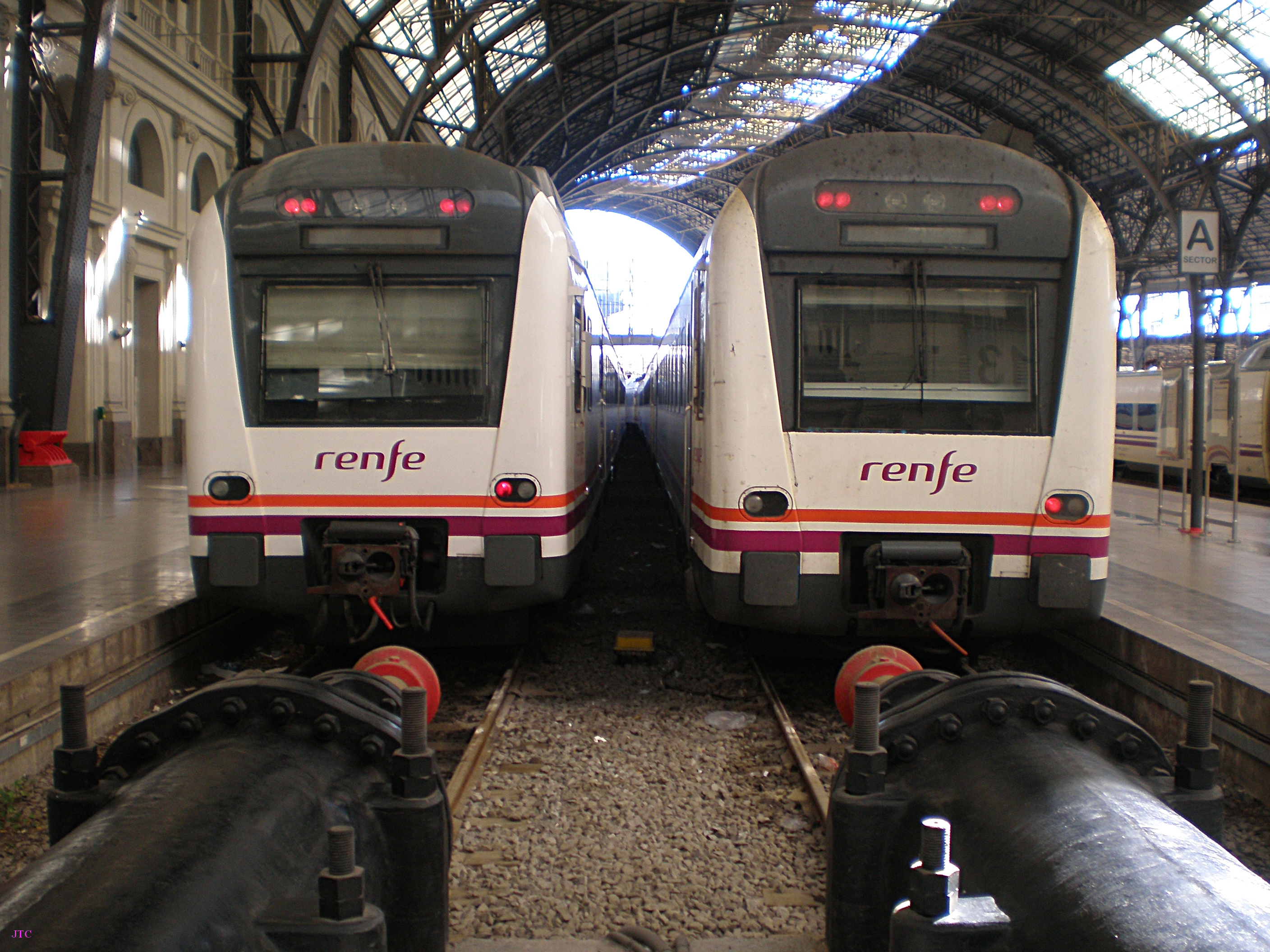
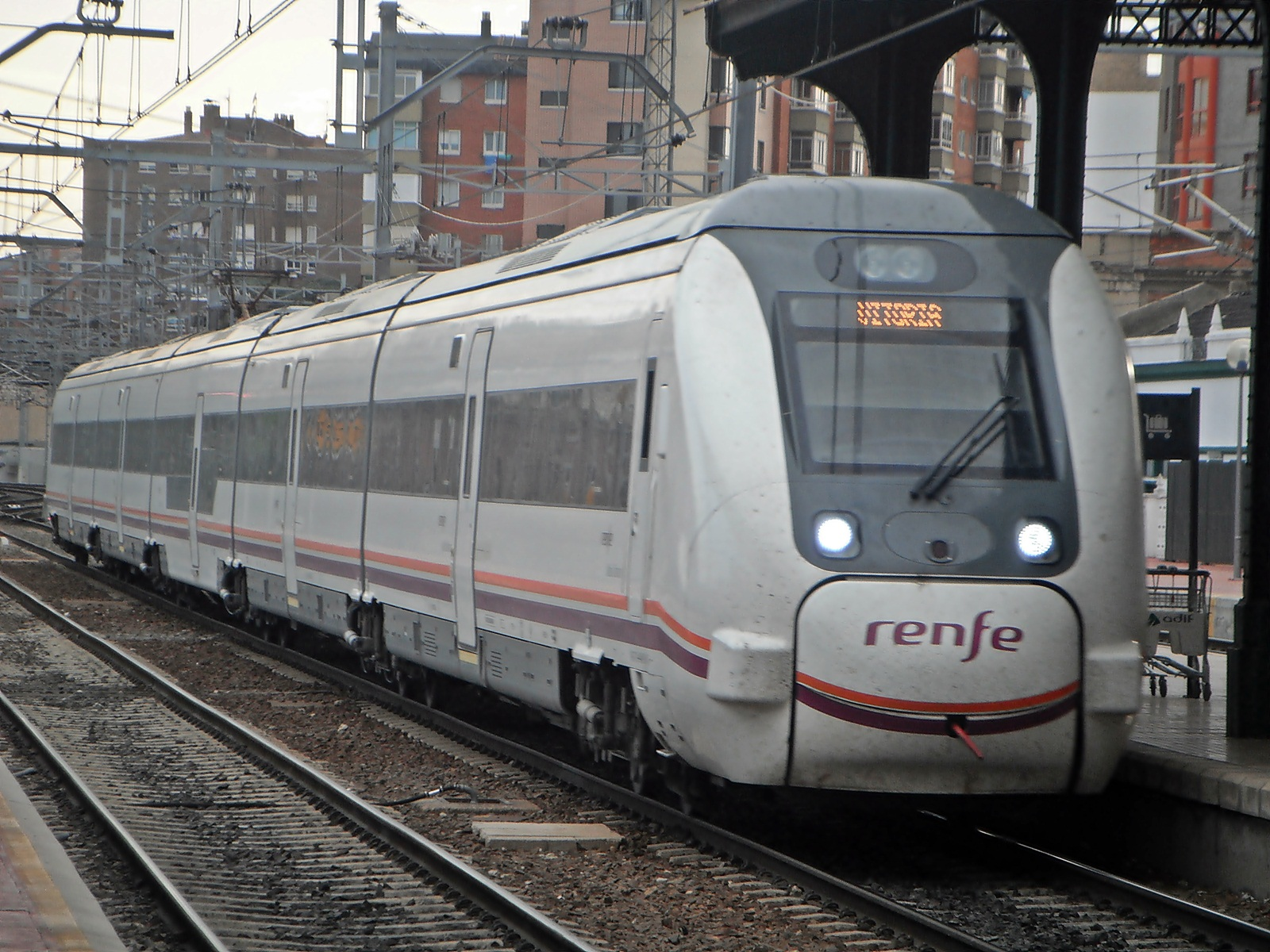
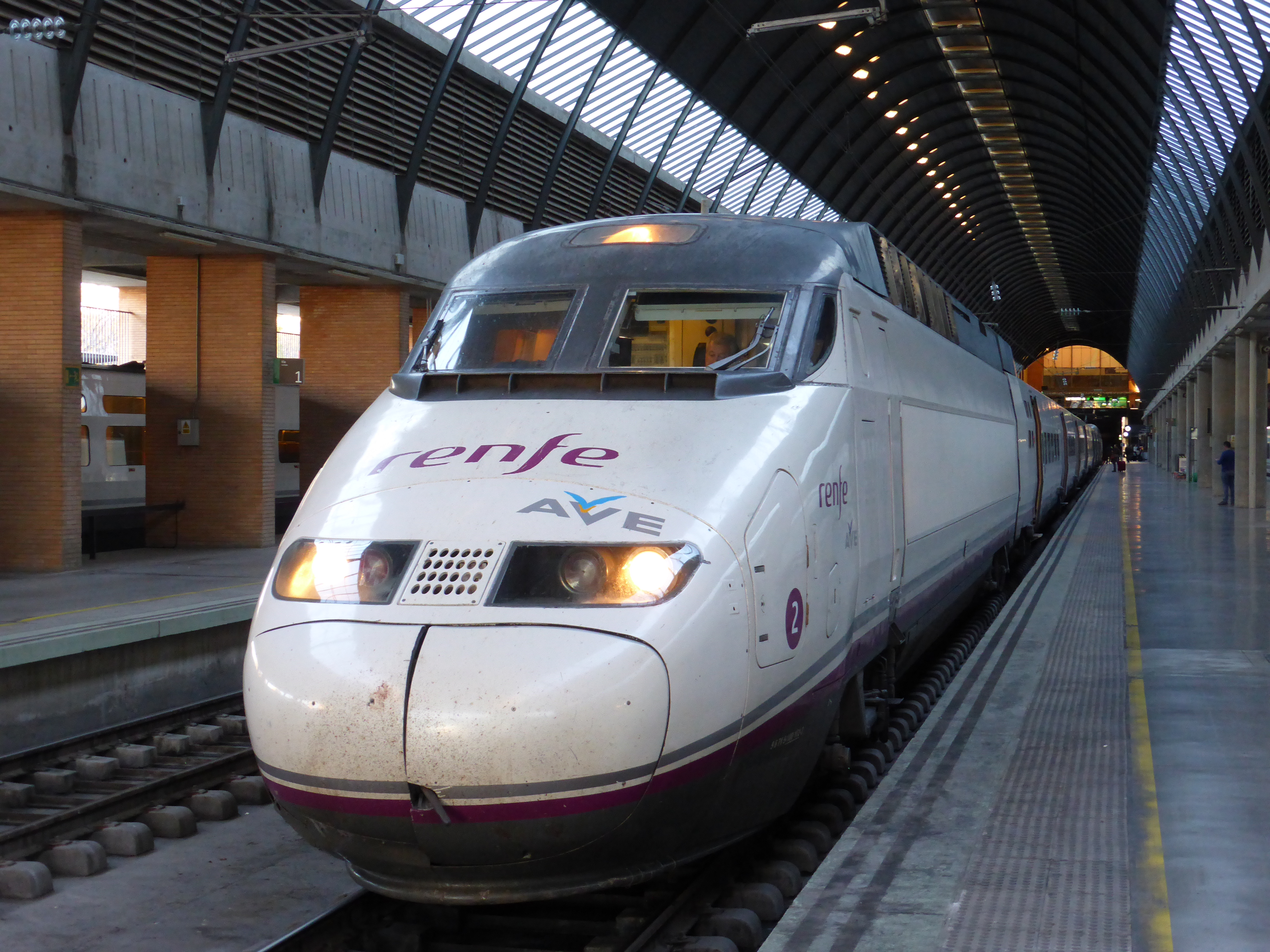
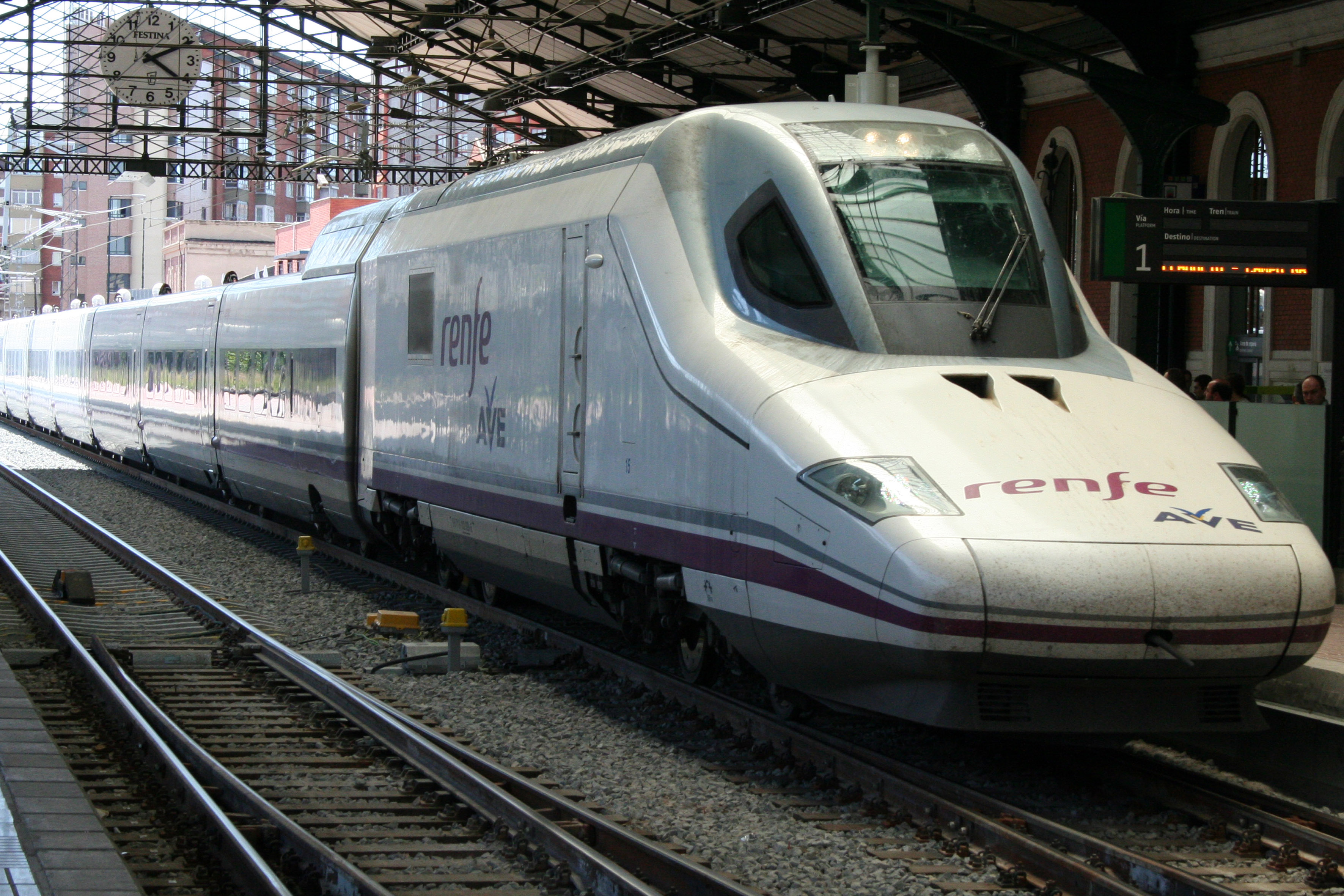